# نيمانيا إليتش
نيمانيا إليتش (بالسيريلية الصربية: Nemanja Ilić) مواليد 11 مايو 1990 في بلغراد، هو لاعب كرة يد صربي يلعب كجناح أيسر. مثل منتخب صربيا لكرة اليد.

## سجل المنافسة
شارك في البطولات التالية:
- بطولة أوروبا لكرة اليد للرجال 2014

## روابط خارجية
- نيمانيا إليتش على موقع الاتحاد الأوروبي لكرة اليد (الإنجليزية)
- نيمانيا إليتش على موقع الاتحاد الفرنسي لكرة اليد (الفرنسية)
- نيمانيا إليتش على موقع اللجنة الأولمبية الصربية (الصربية)